# Brzostek (gmina)
Brzostek – gmina miejsko-wiejska w województwie podkarpackim, w powiecie dębickim.
W jej skład wchodzi miasto Brzostek oraz 18 sołectw: Bączałka, Bukowa, Głobikówka, Gorzejowa, Grudna Dolna, Grudna Górna, Januszkowice, Kamienica Dolna, Kamienica Górna, Klecie, Nawsie Brzosteckie, Opacionka, Przeczyca, Siedliska-Bogusz, Skurowa, Smarżowa, Wola Brzostecka, Zawadka Brzostecka.
Siedziba gminy to miasto Brzostek.
Graniczy z gminami: Brzyska, Dębica, Frysztak, Jodłowa, Kołaczyce, Pilzno, Ropczyce oraz Wielopole Skrzyńskie.

## Położenie
Gmina znajduje się na pograniczu Pogórza Ciężkowickiego i Pogórza Strzyżowsko-Dynowskiego. Przebiega przez nią droga krajowa nr 73.

## Struktura powierzchni
W 2010 roku powierzchnia gminy wynosiła 12232 ha, z czego:
- 8464 ha (69,20%) – użytki rolne
- 3249 ha (26,56%) – lasy oraz zadrzewienia i zakrzewienia
- 329 ha (2,69%) – grunty zabudowane i zurbanizowane
- 117 ha (0,95%) – grunty pod wodami
- 73 ha (0,60%) – pozostałe

## Historia
Okolica Brzostku historycznie należała do ziemi sandomierskiej, znajdowała się przy granicy z ziemią krakowską. Sam Brzostek w średniowieczu znajdował się na polsko-węgierskim szlaku handlowym, co korzystnie wpływało na jego rozwój.
W czasie zaborów teren przyszłej gminy znalazł się w cyrkule pilzneńskim, a po zmianie granic, w cyrkule dukielskim. W 1854 utworzono powiat z siedzibą w Brzostku, który w 1867 włączono do powiatu pilzneńskiego. W listopadzie 1918 roku Brzostek i okolice znalazły się w granicach niepodległej Polski, w powiecie pilzneńskim, jednak w 1932 roku teren przyłączono do powiatu jasielskiego.
Po wojnie Brzostek i otaczające go wsi włączono do województwa rzeszowskiego, a w latach 1972–1998 znajdowały się one w województwie tarnowskim. W 1999 roku znalazły się w województwie podkarpackim.
W 1985 gmina została odznaczona Krzyżem Partyzanckim za bohaterski opór stawiany okupantom przez jej mieszkańców.
W 2009 roku Brzostkowi przywrócono prawa miejskie, co poskutkowało zmianą statusu gminy z gminy wiejskiej na gminę miejsko-wiejską.

## Demografia
Ludność gminy w poszczególnych latach:

- 1995 – 12 951
- 1996 – 12 978
- 1997 – 13 050
- 1998 – 12 996
- 1999 – 13 070
- 2000 – 13 028
- 2001 – 13 054
- 2002 – 13 076
- 2003 – 13 110
- 2004 – 13 063
- 2005 – 13 055
- 2006 – 13 022
- 2007 – 13 068
- 2008 – 13 043
- 2009 – 13 080
- 2010 – 13 162
- 2011 – 13 172
- 2012 – 13 172
- 2013 – 13 171
- 2014 – 13 188
- 2015 – 13 172
- 2016 – 13 128
- 2017 – 13 097
- 2018 – 13 076
- 2019 – 13 063
- 2020 – 12 917
- 2021 – 12 832
- 2022 – 12 711

Liczba ludności gminy Brzostek w latach 1995–2021:
Piramida wieku mieszkańców gminy Brzostek w 2014 roku:

## Miejscowości
| Tab. 1. Miejscowości podstawowe oraz ich integralne części w administracji gminy Brzostek. | Tab. 1. Miejscowości podstawowe oraz ich integralne części w administracji gminy Brzostek. | Tab. 1. Miejscowości podstawowe oraz ich integralne części w administracji gminy Brzostek. | Tab. 1. Miejscowości podstawowe oraz ich integralne części w administracji gminy Brzostek. | Tab. 1. Miejscowości podstawowe oraz ich integralne części w administracji gminy Brzostek. |
| Identyfikator SIMC                                                                         | Nazwa miejscowości                                                                         | Rodzaj miejscowości                                                                        | Miejscowość podstawowa                                                                     |                                                                                            |
| ------------------------------------------------------------------------------------------ | ------------------------------------------------------------------------------------------ | ------------------------------------------------------------------------------------------ | ------------------------------------------------------------------------------------------ | ------------------------------------------------------------------------------------------ |
| 0814487                                                                                    | Bączałka                                                                                   | wieś                                                                                       |                                                                                            |                                                                                            |
| 0814493                                                                                    | Brzostek                                                                                   | miasto                                                                                     |                                                                                            |                                                                                            |
| 0814530                                                                                    | Budy                                                                                       | część wsi                                                                                  | Bukowa                                                                                     |                                                                                            |
| 0814760                                                                                    | Budy                                                                                       | część wsi                                                                                  | Kamienica Górna                                                                            |                                                                                            |
| 0814524                                                                                    | Bukowa                                                                                     | wieś                                                                                       |                                                                                            |                                                                                            |
| 0814984                                                                                    | Czapiec                                                                                    | część wsi                                                                                  | Skurowa                                                                                    |                                                                                            |
| 0814843                                                                                    | Ćwierć                                                                                     | część miasta                                                                               | Brzostek                                                                                   |                                                                                            |
| 0815050                                                                                    | Dąbie                                                                                      | część wsi                                                                                  | Wola Brzostecka                                                                            |                                                                                            |
| 1042288                                                                                    | Dąbrówka                                                                                   | część wsi                                                                                  | Nawsie Brzosteckie                                                                         |                                                                                            |
| 0814694                                                                                    | Działy                                                                                     | część wsi                                                                                  | Januszkowice                                                                               |                                                                                            |
| 0814642                                                                                    | Gąsiorówki                                                                                 | część wsi                                                                                  | Grudna Górna                                                                               |                                                                                            |
| 0814576                                                                                    | Głobikówka                                                                                 | wieś                                                                                       |                                                                                            |                                                                                            |
| 0814547                                                                                    | Góry                                                                                       | część wsi                                                                                  | Bukowa                                                                                     |                                                                                            |
| 0815073                                                                                    | Góry                                                                                       | część wsi                                                                                  | Zawadka Brzostecka                                                                         |                                                                                            |
| 0814607                                                                                    | Góry Północne                                                                              | część wsi                                                                                  | Gorzejowa                                                                                  |                                                                                            |
| 0814599                                                                                    | Góry Południowe                                                                            | część wsi                                                                                  | Gorzejowa                                                                                  |                                                                                            |
| 0814582                                                                                    | Gorzejowa                                                                                  | wieś                                                                                       |                                                                                            |                                                                                            |
| 0814659                                                                                    | Granice                                                                                    | część wsi                                                                                  | Grudna Górna                                                                               |                                                                                            |
| 0814777                                                                                    | Granice                                                                                    | część wsi                                                                                  | Kamienica Górna                                                                            |                                                                                            |
| 0814613                                                                                    | Grudna Dolna                                                                               | wieś                                                                                       |                                                                                            |                                                                                            |
| 0814636                                                                                    | Grudna Dolna                                                                               | wieś                                                                                       |                                                                                            |                                                                                            |
| 0814926                                                                                    | Huta                                                                                       | część wsi                                                                                  | Siedliska-Bogusz                                                                           |                                                                                            |
| 0814688                                                                                    | Januszkowice                                                                               | wieś                                                                                       |                                                                                            |                                                                                            |
| 0814731                                                                                    | Kamienica Dolna                                                                            | wieś                                                                                       |                                                                                            |                                                                                            |
| 0814754                                                                                    | Kamienica Górna                                                                            | wieś                                                                                       |                                                                                            |                                                                                            |
| 0814932                                                                                    | Kamionki                                                                                   | część wsi                                                                                  | Siedliska-Bogusz                                                                           |                                                                                            |
| 0814783                                                                                    | Klecie                                                                                     | wieś                                                                                       |                                                                                            |                                                                                            |
| 0814949                                                                                    | Kmiecie                                                                                    | część wsi                                                                                  | Siedliska-Bogusz                                                                           |                                                                                            |
| 0814955                                                                                    | Kopaliny                                                                                   | część wsi                                                                                  | Siedliska-Bogusz                                                                           |                                                                                            |
| 0815021                                                                                    | Kopaliny                                                                                   | część wsi                                                                                  | Smarżowa                                                                                   |                                                                                            |
| 0814620                                                                                    | Kopalnia                                                                                   | część wsi                                                                                  | Grudna Dolna                                                                               |                                                                                            |
| 0814665                                                                                    | Kujawy                                                                                     | część wsi                                                                                  | Grudna Górna                                                                               |                                                                                            |
| 0814889                                                                                    | Laskowiec                                                                                  | część wsi                                                                                  | Przeczyca                                                                                  |                                                                                            |
| 0814702                                                                                    | Markosie                                                                                   | część wsi                                                                                  | Januszkowice                                                                               |                                                                                            |
| 0814837                                                                                    | Nawsie Brzosteckie                                                                         | wieś                                                                                       |                                                                                            |                                                                                            |
| 0814990                                                                                    | Odwodzie                                                                                   | część wsi                                                                                  | Smarżowa                                                                                   |                                                                                            |
| 1042294                                                                                    | Okrągła                                                                                    | część wsi                                                                                  | Nawsie Brzosteckie                                                                         |                                                                                            |
| 0814866                                                                                    | Opacionka                                                                                  | wieś                                                                                       |                                                                                            |                                                                                            |
| 0814719                                                                                    | Piaski                                                                                     | część wsi                                                                                  | Januszkowice                                                                               |                                                                                            |
| 0814501                                                                                    | Podklecie                                                                                  | część miasta                                                                               | Brzostek                                                                                   |                                                                                            |
| 0814671                                                                                    | Podkonie                                                                                   | część wsi                                                                                  | Grudna Górna                                                                               |                                                                                            |
| 0814895                                                                                    | Podlesie                                                                                   | część wsi                                                                                  | Przeczyca                                                                                  |                                                                                            |
| 0815038                                                                                    | Podlesie                                                                                   | część wsi                                                                                  | Smarżowa                                                                                   |                                                                                            |
| 0814850                                                                                    | Pole                                                                                       | część miasta                                                                               | Brzostek                                                                                   |                                                                                            |
| 0814790                                                                                    | Poręby                                                                                     | część wsi                                                                                  | Klecie                                                                                     |                                                                                            |
| 0814808                                                                                    | Postronie                                                                                  | część wsi                                                                                  | Klecie                                                                                     |                                                                                            |
| 0814903                                                                                    | Półanki                                                                                    | część wsi                                                                                  | Przeczyca                                                                                  |                                                                                            |
| 0814872                                                                                    | Przeczyca                                                                                  | wieś                                                                                       |                                                                                            |                                                                                            |
| 0814518                                                                                    | Równie                                                                                     | część miasta                                                                               | Brzostek                                                                                   |                                                                                            |
| 0814553                                                                                    | Rzeki                                                                                      | część wsi                                                                                  | Bukowa                                                                                     |                                                                                            |
| 0815009                                                                                    | Rzeki                                                                                      | część wsi                                                                                  | Skurowa                                                                                    |                                                                                            |
| 0814910                                                                                    | Siedliska-Bogusz                                                                           | wieś                                                                                       |                                                                                            |                                                                                            |
| 0814961                                                                                    | Skurowa                                                                                    | wieś                                                                                       |                                                                                            |                                                                                            |
| 0815015                                                                                    | Smarżowa                                                                                   | wieś                                                                                       |                                                                                            |                                                                                            |
| 0814814                                                                                    | Stawiska                                                                                   | część wsi                                                                                  | Klecie                                                                                     |                                                                                            |
| 0814748                                                                                    | Wola                                                                                       | część wsi                                                                                  | Kamienica Dolna                                                                            |                                                                                            |
| 0815044                                                                                    | Wola Brzostecka                                                                            | wieś                                                                                       |                                                                                            |                                                                                            |
| 0814725                                                                                    | Zagórze                                                                                    | część wsi                                                                                  | Januszkowice                                                                               |                                                                                            |
| 0815067                                                                                    | Zawadka Brzostecka                                                                         | wieś                                                                                       |                                                                                            |                                                                                            |
| 0814560                                                                                    | Zawodzie                                                                                   | część wsi                                                                                  | Bukowa                                                                                     |                                                                                            |
| 0814820                                                                                    | Zawodzie                                                                                   | część wsi                                                                                  | Klecie                                                                                     |                                                                                            |

## Środowisko naturalne

### Wody powierzchniowe
Głównym ciekiem gminy jest rzeka Wisłoka.

### Ochrona przyrody
Formy ochrony przyrody na terenie gminy Brzostek:
- Rezerwat przyrody Kamera
- Obszar Natura 2000 Wisłoka z Dopływami
- Czarnorzecko-Strzyżowski Park Krajobrazowy
- Obszar Chronionego Krajobrazu Pogórza Ciężkowickiego
- Obszar Chronionego Krajobrazu Pogórza Strzyżowskiego
- Pomniki przyrody

- Dąb Chrześcijanin
- Kłokoczka południowa, rosnąca na terenie rezerwatu „Kamera”
- Dąb Stefek

## Edukacja
W roku 2022 na terenie gminy funkcjonowały:
- 1 szkoła średnia
- 9 szkół podstawowych
- 1 przedszkole publiczne
- 1 niepubliczny klub dziecięcy

## Religia

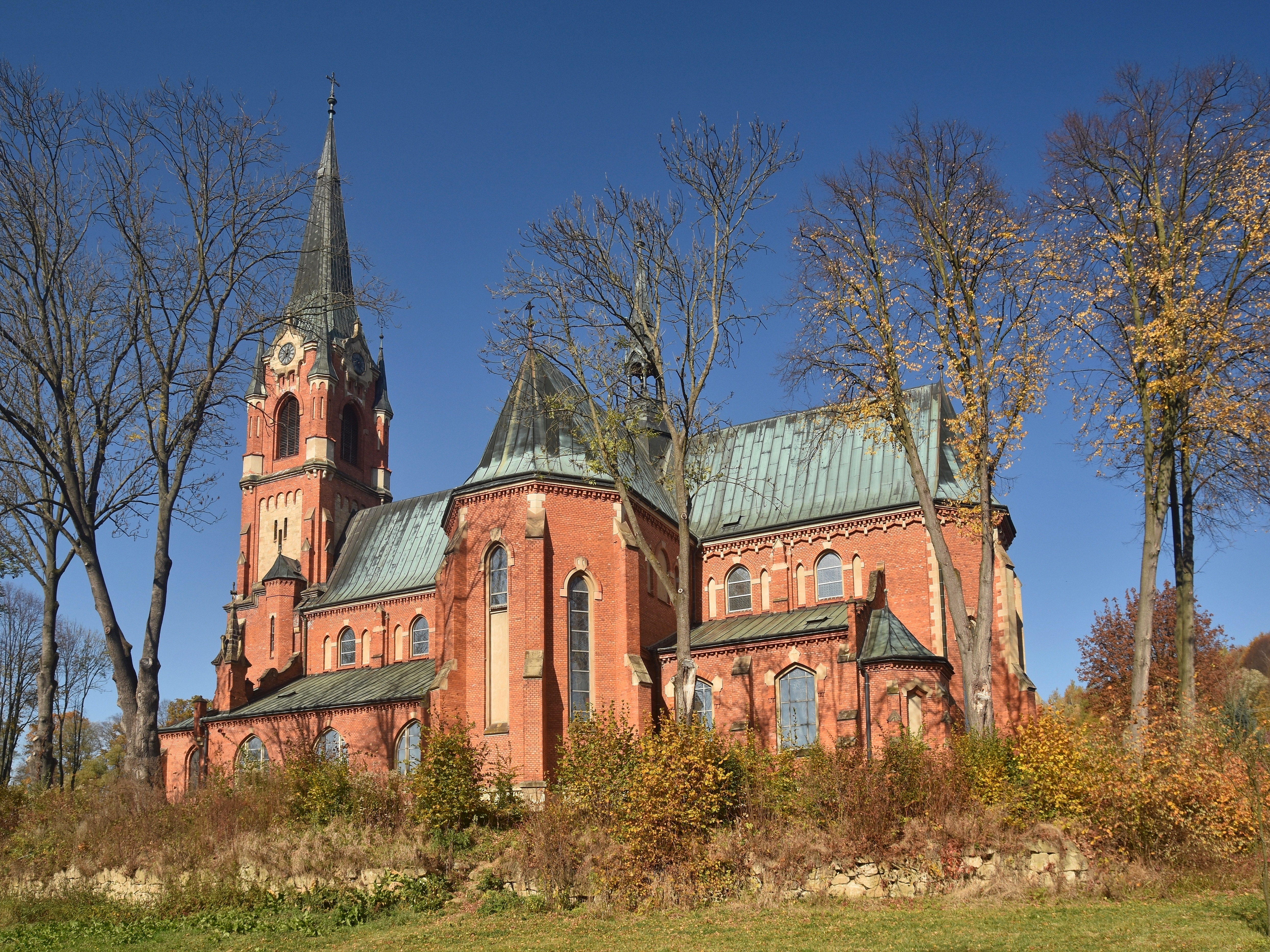
Kościół w Siedliskach-Bogusz

Ludność gminy wyznania rzymskokatolickiego należy do parafii:
- Podwyższenia Krzyża Świętego w Brzostku[22]
- Zwiastowania Najświętszej Maryi Panny w Januszkowicach[23]
- Narodzenia Najświętszej Maryi Panny w Siedliskach-Bogusz[24]
- Najświętszej Maryi Panny Wniebowziętej w Przeczycy[25]
- św. Grzegorza Papieża w Gorzejowej[26]
- Miłosierdzia Bożego w Grudnej Górnej[27]
- Najświętszej Maryi Panny Częstochowskiej w Kamienicy Górnej[28]

## Sport i rekreacja

### Kluby sportowe
W gminie działają:
- klub piłkarski LKS Brzostowianka Brzostek[29][30], założony w 1946 roku[31], prowadzący także sekcję tenisa stołowego[32]
- klub piłkarski LKS „Sokół” Siedliska-Bogusz[33].

### Obiekty sportowe
Na terenie gminy znajdują się:
- stadion sportowy w Brzostku,
- boisko piłkarskie w Siedliskach-Bogusz
- Hala Widowiskowo-Sportowa im. Agaty Mróz-Olszewskiej w Brzostku; w jej budynku znajduje się także siłownia
- kompleks boisk sportowych powstały w ramach projektu „Moje Boisko – Orlik 2012” znajdujący się przy brzosteckiej szkole podstawowej

## Zabytki
Zabytki wpisane do rejestru:
- Brzostek

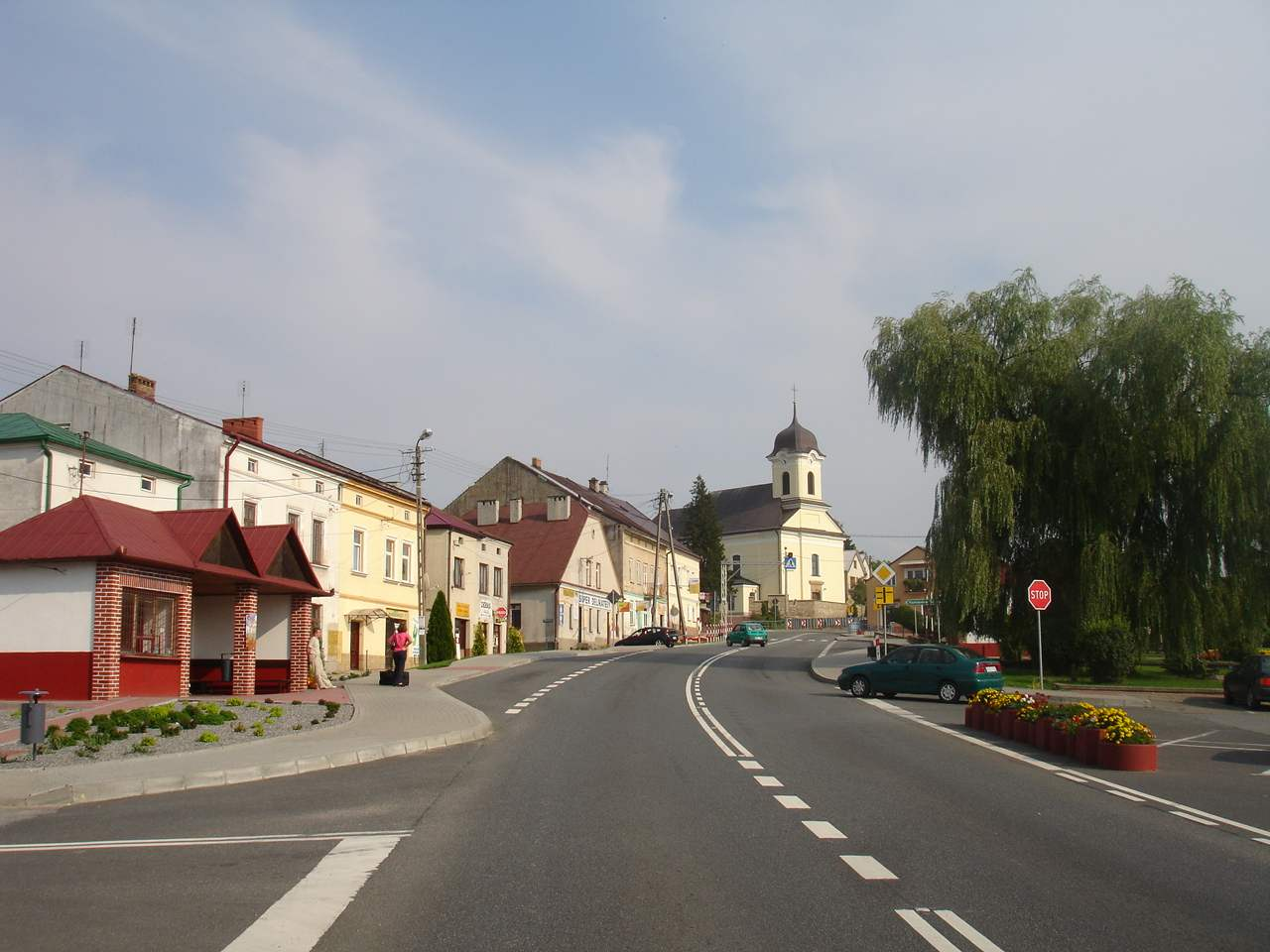
Rynek w Brzostku

- historyczny układ urbanistyczny miasta
- kościół Podwyższenia Krzyża Świętego
- cmentarz kościelny
- cmentarz wojenny nr 222
- dawna karczma

- Bukowa

- cmentarz wojenny nr 218

- Głobikówka

- spichlerz z końca XVIII wieku

- Gorzejowa

- cmentarz wojenny nr 227

- Januszkowice

- cmentarz wojenny nr 217
- zespół dworski

- Klecie

- cmentarz wojenny nr 220
- kaplica pw. św. Leonarda
- ogrodzenie cmentarza z bramą
- cmentarz wojenny nr 221
- park dworski

- Przeczyca

- kościół Najświętszej Maryi Panny Wniebowziętej
- zespół dworski
- spichrz plebański

- Siedliska-Bogusz

- kościół Narodzenia NMP
- zespół dworski

- Zawadka Brzostecka

- cmentarz wojenny nr 226
- kapliczka

## Honorowi obywatele
- ks. prof. dr hab. Bogdan Stanaszek[36]
- ks. Jan Cebulak[36]
- prof. dr hab. Maria Nowakowska[36]

## Partnerzy gminy
- Baturyn[37]
- Hromada Płysky[37]